# Łopuszno

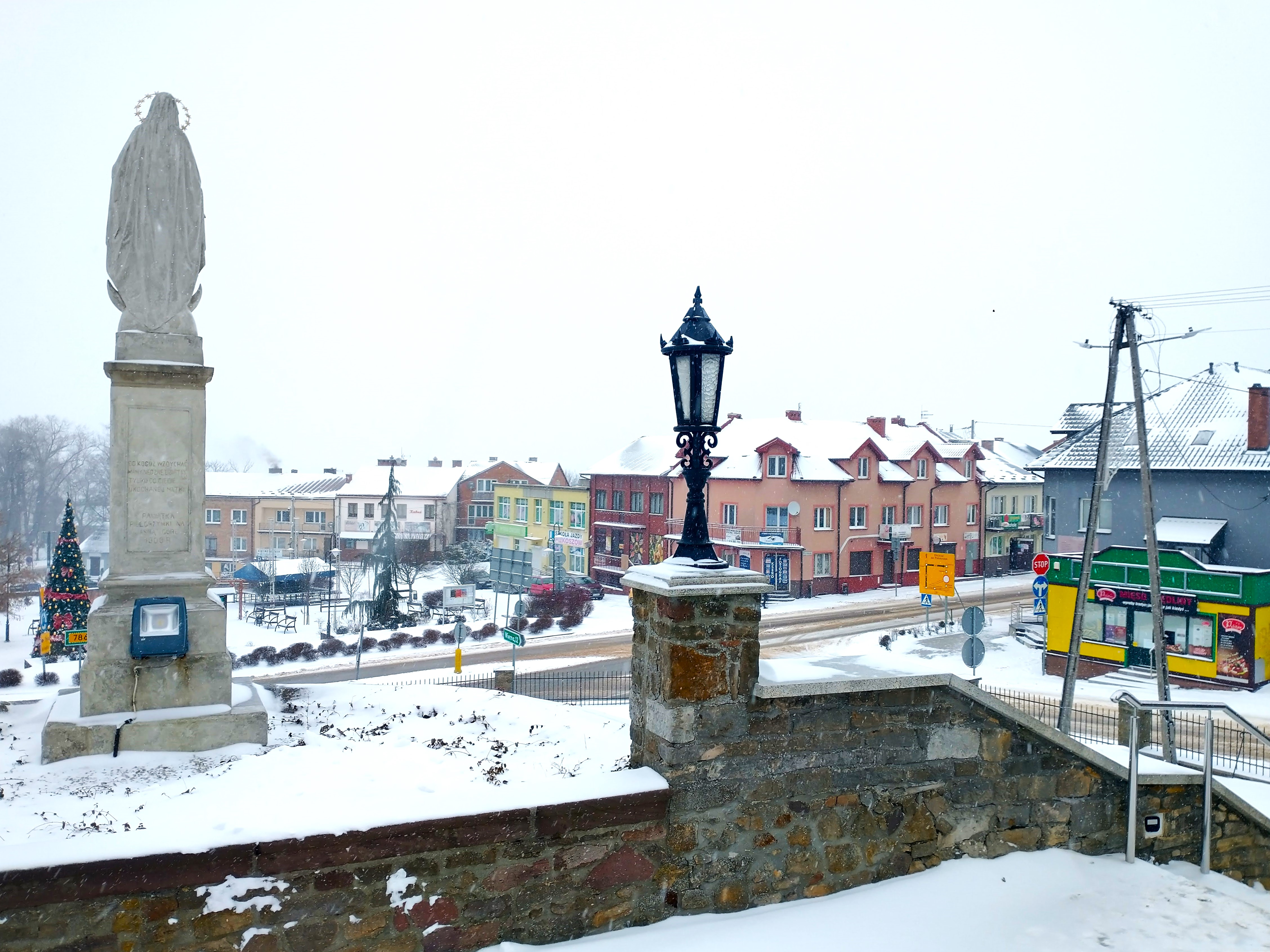
Der Marktplatz in Łopuszno

Łopuszno ist eine Stadt in Polen, gelegen in der Woiwodschaft Heiligkreuz, im Kreis Kielce, in der gleichnamigen Stadt-und-Land-Gemeinde. Die Stadt ist der Sitz der Gemeinde Łopuszno. In den Jahren 1975–1998 gehörte der Ort administrativ zur Woiwodschaft Kielce. Im Jahr 2023 erhielt sie das Stadtrecht.

## Geographie
Der Ort liegt im nordwestlichen Teil der Woiwodschaft Heiligkreuz, 31 km von Kielce entfernt. Łopuszno befindet sich auf den Łopuszno-Hügeln, die Teil des Przedbórz-Plateaus sind. In der Umgebung gibt es zahlreiche Erhebungen, die aus Jura- und Obertriasgestein bestehen. Nordöstlich des Ortes erstreckt sich der Dobrzeszów-Kamm, der zu den Heiligkreuzbergen gehört.

## Verkehr

### Straßenverkehr
Durch die Stadt verlaufen die Woiwodschaftsstraßen Nr. 728 und 786.

### Luftverkehr
Der nächste Flughafen von Łopuszno ist der Flughafen Warschau-Radom, der sich etwa 60 km nordwestlich von Łopuszno befindet.

## Integrale Teile der Stadt
| SIMC    | Name     | Art       |
| ------- | -------- | --------- |
| 0992757 | Górki    | Stadtteil |
| 0992763 | Ludwików | Stadtteil |
| 0992770 | Roszka   | Stadtteil |
| 0992786 | Sadów    | Stadtteil |

## Geschichte
Der Name des Ortes stammt vermutlich von der Pflanze Klette (łopian), die in dieser Gegend reichlich vorkam. Die ersten Erwähnungen des Ortes stammen aus dem 14. Jahrhundert. In einem Dokument von 1355 wurde das Dorf als Łopuszna erwähnt, 1367 bereits als Łopuszno. Im 15. Jahrhundert war das Dorf im Besitz der Familie Łopuszański. Ende des 14. oder Anfang des 15. Jahrhunderts wurde hier die erste Holzkirche errichtet. Im 17. Jahrhundert erwarb Zygmunt Łącki Łopuszno. Die nächsten Eigentümer des Ortes waren die Derszniakowie aus dem Adelsgeschlecht Korczak.
Im Jahr 1732, nach der Heirat von Anna Derszniakówna mit Jan Dobiecki aus dem Adelsgeschlecht Ostoja, gingen die Güter von Łopuszno in den Besitz der Familie Dobiecki über. Das Anwesen bestand aus einem Herrenhaus, umgeben von einem Park, sowie vier Gutshöfen: Łopuszno, Jasień, Sady (oder Chucisko) und Zarębieńce.
Gegen Ende des 19. Jahrhunderts gab es in Łopuszno 62 Häuser. Die Bevölkerung bestand überwiegend aus Juden. Von den 828 Personen, die Łopuszno bewohnten, waren 587 jüdischer Nationalität. In dem Dorf konzentrierte sich der regionale Handel, und Łopuszno wurde von einer großen Anzahl von Handwerkern bewohnt. Es gab hier eine Pfarrkirche, ein Gemeindegericht, ein Gemeindeamt sowie eine Synagoge. Die Jurisdiktion des örtlichen Gemeindegerichts umfasste die Gemeinden: Łopuszno, Snochowice, Piekoszów und Zajączków.
In Łopuszno befindet sich derzeit der Standort des Rettungsdienstteams des Heiligkreuzer Zentrums für medizinische Rettung und Sanitätstransport mit dem Symbol W-5.

## Erhalt des Stadtrechts
Im Jahr 2022 verabschiedete der Gemeinderat von Łopuszno den Beschluss XXXVI/315/2022 zur Durchführung von Konsultationen mit den Bewohnern der Gemeinde bezüglich der Verleihung des Stadtrechts an Łopuszno. Der Termin für die Abstimmung war vom 14. bis 19. März 2022. An den Konsultationen nahmen 336 Einwohner der Gemeinde teil, von denen 317 gültige Stimmen abgaben. Davon stimmten 251 Personen für die Verleihung des Stadtrechts an Łopuszno (79,18 % der gültigen Stimmen), 50 Teilnehmer waren dagegen (15,77 %), und 16 Personen enthielten sich einer klaren Stellungnahme (5,05 %). In Łopuszno wurden 59 Stimmen abgegeben, von denen 48 dafür waren (81,36 %), 9 dagegen (15,25 %), und zwei Stimmen waren enthaltend (3,39 %). Am 25. März 2022 fasste der Gemeinderat den Beschluss XXXVII/319/2022 zur Einreichung eines Antrags auf Verleihung des Stadtrechts an die Gemeinde Łopuszno. Dafür stimmten 10 Ratsmitglieder, 3 waren dagegen, und 2 enthielten sich. Am 1. Januar 2023 erhielt Łopuszno den Status einer Stadt.

## Denkmäler
- Der Palast der Dobiecki-Familie aus dem Jahr 1897 mit einem Ziegelportal aus der ersten Hälfte des 18. Jahrhunderts wurde nach einem Entwurf von Władysław Marconi erbaut. Er befindet sich in der Konecka Straße 2. Vor dem Bau des Palastes war der alte Holzbau die Residenz der Dobiecki-Familie. Das Holzhaus brannte wahrscheinlich nieder, und in dessen Nähe errichtete Eustachy Dobiecki eine neue Familienresidenz. Nach dem Tod von Eustachy Dobiecki erbte sein Neffe Artur Dobiecki das gesamte Vermögen. Während der Kriegsereignisse im Ersten Weltkrieg brannte der Palast und verfiel. Im Jahr 1936 wurde das zerstörte Gebäude wiederaufgebaut. Nach dem Zweiten Weltkrieg fiel das Gut in den Besitz der Produktionsgenossenschaft in Łopuszno. Von 1947 bis 1948 wurde das Gebäude renoviert und für eine Schule umgebaut. In dem Gebäude funktionierte das Team der Oberschulen Nr. 5 in Łopuszno, einschließlich des allgemeinbildenden Gymnasiums, das nach Kardinal Karol Wojtyła benannt wurde und heute an einem neuen Standort in der Kasztanowa-Straße ansässig ist. Der Palast wurde von den Erben – der Familie Chrzanowski – zurückerhalten.
- Pfarrkirche, die Ende des 19. Jahrhunderts umgebaut wurde.

## Sport
In der Stadt gibt es den Fußballverein Zryw Łopuszno, der 1973 gegründet wurde.